# Alianza Bolivariana para los Pueblos de Nuestra América-Tratado de Comercio de los Pueblos
La Alianza Bolivariana para los Pueblos de Nuestra América - Tratado de Comercio de los Pueblos o ALBA-TCP (en ocasiones denominada extraoficialmente por su nombre inicial Alianza Bolivariana para América o ALBA) es una organización internacional de ámbito regional, fundada en 2004, formada por países de América Latina y el Caribe con énfasis en la lucha contra la pobreza y la exclusión social con base en doctrinas de ideología de izquierda.
Es un proyecto de colaboración y complementación política, social y económica entre algunos países de América y el Caribe, promovida inicialmente por Cuba y Venezuela como contrapartida del Área de Libre Comercio de las Américas ALCA), impulsada por Estados Unidos.
Se fundamenta en la creación de mecanismos que aprovechen las ventajas cooperativas entre las diferentes naciones asociadas para compensar las simetrías entre esos países. Esto se realiza mediante la cooperación de fondos compensatorios, destinados a la corrección de discapacidades de los países miembros, y la aplicación del Tratado de Comercio de los Pueblos (TCP).
El ALBA-TCP otorga prioridad a la relación entre los propios países en pro de igualdad y en el bien común, basándose en el diálogo subregional y abriendo campos de alianzas estratégicas fomentando el consenso y el acuerdo entre las naciones latinoamericanas.
La membresía ha ido variando en el tiempo conforme a la ideología de los gobiernos de los distintos países. El Secretario Ejecutivo es el diplomático venezolano Jorge Arreaza nombrado el 19 de febrero de 2024, tras suceder a Félix Plasencia.

## Historia

### Antecedentes
El ALBA surge como una idea de los entonces presidentes de  Venezuela, Hugo Chávez, y de Cuba, Fidel Castro, como respuesta al ALCA promovida, inicialmente, desde los Estados Unidos de América. En el discurso de Hugo Chávez pronunciado en la ciudad del Mar del Plata en Argentina, en noviembre de 2005, afirmó sobre la creación del ALBA:

Nosotros desde Venezuela hace varios años comenzamos a hacer una propuesta que primero sonaba por allí tímidamente solitaria, y luego ha venido tomando fuerza [...] nuestra idea, nuestra propuesta: el ALBA, Alternativa Bolivariana para los pueblos de América. Es nuestro proyecto, es el proyecto de 200 años...

### Fundación y adhesión de nuevos miembros
El 14 de diciembre de 2004 Hugo Chávez y  Fidel Castro, entonces presidentes de Venezuela y Cuba respectivamente, fundaron en La Habana,  capital de Cuba, la «Alianza Bolivariana para los Pueblos de Nuestra América-Tratado de Comercio de los Pueblos». 
El  29 de abril de 2006 se sumó a la organización Bolivia cuyo gobierno estaba entonces presidido por Evo Morales y el 11 de enero de 2007 lo hizo Nicaragua, con gobierno del FSLN. El 26 de enero de 2008 ingresó Dominica y el 10 de octubre de ese mismo año Honduras. El 24 de junio de 2009, después de un periodo como país observador, ingresó Ecuador, bajo el gobierno de Rafael Correa, en ese mismo periodo de tiempo también ingresaron Antigua y Barbuda y San Vicente y las Granadinas.
En febrero de 2012, en el contexto de la XI Cumbre del ALBA, solicitaron la incorporación a la organización Surinam, Santa Lucía y Haití, al cual se le otorgó la condición de invitado permanente, en tanto los otros dos países fueron nombrados invitados especiales mientras se gestiona su incorporación plena. El 13 de agosto de 2013 el parlamento de Santa Lucía aprobó la incorporación de ese estado caribeño, elevando el número total de miembros a nueve. y en la  XII Cumbre ALBA-TCP, celebrada el 14 de diciembre de 2014 en La Habana, Cuba, las naciones caribeñas de Granada y San Cristóbal y Nieves se sumaron al organismo.[cita requerida]

#### Ingreso de Nicaragua
En 2007, cuando Daniel Ortega subió al poder en Nicaragua, firmó con Chávez el acuerdo internacional que sumó el país a la Alianza Bolivariana para los Pueblos de América (ALBA) que se tradujo en los siguientes nueve años en un crédito petrolero de 3.721 millones de dólares. Las contrataciones para el complejo petrolero resultó el papel de Alba de Nicaragua, S.A. (Albanisa) Este préstamo registrado en las estadísticas del Banco Central nicaragüense abrió una etapa de gobierno caracterizada por la privatización de la cooperación de Estado a Estado que se manejó en la práctica como un presupuesto paralelo al estatal y que terminó beneficiando al círculo cercano al gobernante nicaragüense, según sus críticos.

#### Salida de Honduras
Tras un proceso de validación parlamentaria, Honduras se incorporó a la Alianza Bolivariana en 2008. En este país cabe destacar que, a pesar de los esfuerzos de su entonces presidente Manuel Zelaya, e incluso ya firmado el tratado, la adhesión oficial al ALBA se demoró un tiempo. Los problemas presentados se debían a que la integración al ALBA no era válida si no la autorizaba el Congreso Nacional de Honduras y había dificultades debido a la fuerte oposición por parte de la diputación hondureña hacia el ALBA, por el temor de las posibles influencias intervencionistas de este ente en la vida política nacional. Además Honduras ya tiene tratados de libre comercio con Estados Unidos y otros países que integran el CAFTA-RD. También existía un Tratado Comercial bilateral entre Honduras y Venezuela, el cual podría complicar este nuevo tratado. La empresa privada tampoco quería el ALBA por temor a las posibles implicaciones ideológicas del Acuerdo. Finalmente, el 10 de octubre de 2008, el Congreso Nacional de Honduras aprobó la adhesión.
Sin embargo, y como medida de desapruebo del golpe de Estado de Honduras contra Manuel Zelaya, el 2 de julio de 2009, Venezuela suspendió a Honduras del programa Petrocaribe para evitar que esta ayuda financiera se usara para subsidiar al gobierno impuesto por el golpe y, seguidamente, se anunció la suspensión por tiempo indefinido de ese país centroamericano del ALBA.
El 15 de diciembre de 2009 se inició el procedimiento para retirarse definitivamente del ALBA, concluyendo el 12 de enero de 2010 cuando el Congreso Nacional de Honduras, con 123 votos a favor y 5 en contra, aprobó renunciar al tratado.

#### Salida de Ecuador
El 8 de agosto de 2018, bajo la presidencia de Lenín Moreno, que se había distanciado de las ideas de Correa, el gobierno de Ecuador declaró emergencia migratoria debido a la llegada de 4200 venezolanos al día. El 23 de agosto de 2018, el canciller de la República del Ecuador, José Valencia, informó que Ecuador se retiraba oficialmente del ALBA, justificando dicha situación con la postura bastante crítica contra el manejo de la situación humanitaria y la indiferencia aparente que el gobierno de Venezuela ha mostrado ante el éxodo de ciudadanos venezolanos hacia Argentina, Bolivia, Colombia, Brasil, Ecuador, Perú y Chile. Esto se da semanas después de que representantes de la Asamblea Nacional plantearan la necesidad de retirarse también de la UNASUR, organización que tiene su sede en la ciudad de Quito, y que, según el gobierno de Ecuador, se ha convertido en una alianza política más que en una organización internacional además de que piden que le devuelva el edificio sede que el país construyó y donó.

#### Salida y reincorporación de Bolivia
El 15 de noviembre de 2019, bajo la administración interina de la presidenta Jeanine Áñez, surgida a partir de la salida de Evo Morales, la canciller Karen Longaric anunció la retirada de Bolivia del ALBA, quien aludió desinterés para mantenerse en dicha organización, a su vez, los países miembros del ALBA desconocieron la nueva administración interina del país andino. Además de la salida del ALBA, se anunció el cese de funciones del 80 % de los embajadores de Bolivia nombrados durante la administración de Evo Morales, la expulsión del personal diplomático de la embajada de Venezuela nombrado por Nicolás Maduro, siendo reemplazado por el personal diplomático nombrado por Juan Guaidó que también fue reconocido como presidente de Venezuela por parte de la administración interina de Bolivia.
Tras el triunfo del Movimiento al Socialismo en las Elecciones generales de Bolivia de 2020, el canciller Rogelio Mayta anunció la reincorporación de Bolivia al ALBA en noviembre de ese mismo año.

## Miembros

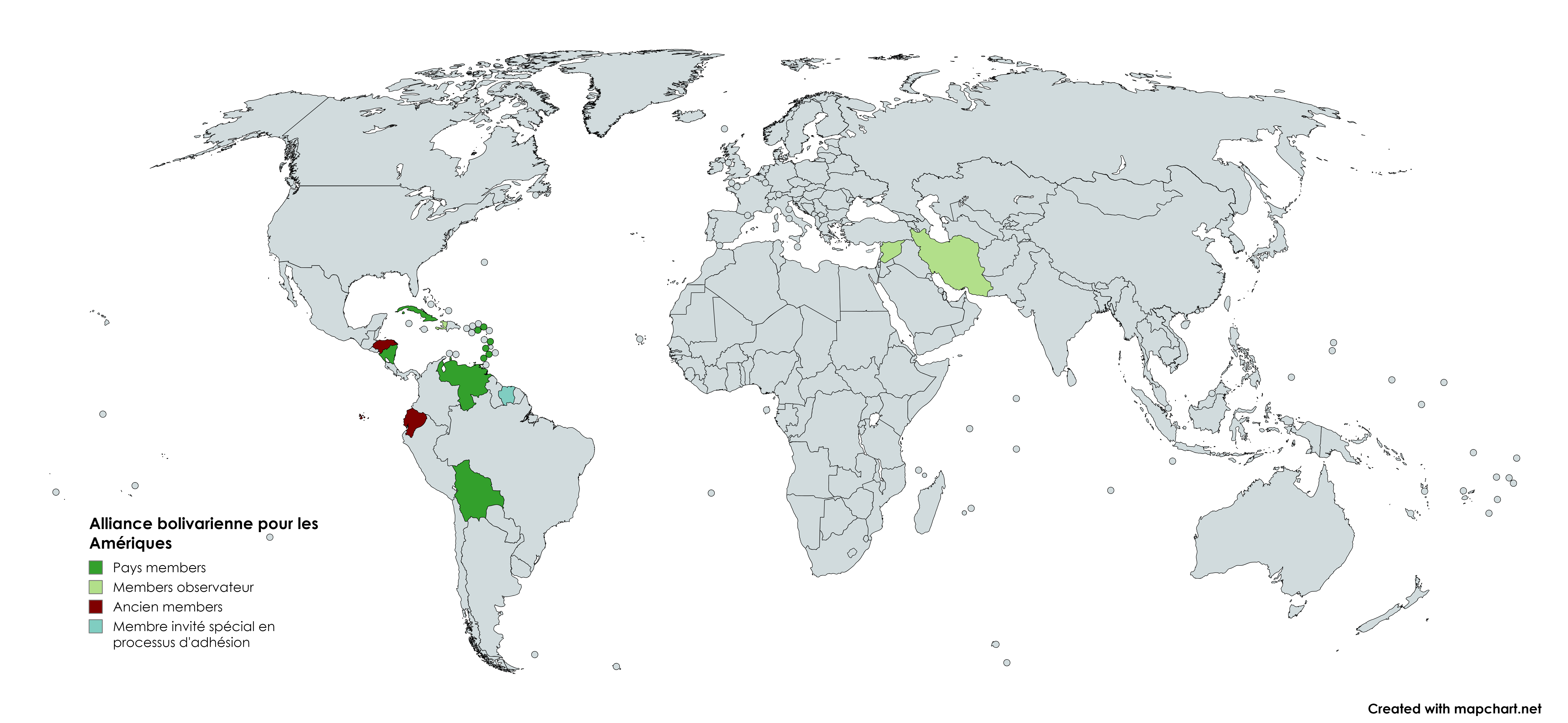
Alliance bolivarienne pour les Amériques

### Caribe
- Antigua y Barbuda
- Cuba
- Dominica
- Granada
- San Cristóbal y Nieves
- San Vicente y las Granadinas
- Santa Lucía

### América Central
- Nicaragua

### América del Sur
- Bolivia
- Venezuela

### Observadores
- Haití
- Surinam
- Irán[22]

### Antiguos miembros
- Ecuador
- Honduras

## Datos e información de los países integrantes

### Economía
| Países del ALBA-TCP según el tamaño de su economía PIB (producto interno bruto) para 2021 | Países del ALBA-TCP según el tamaño de su economía PIB (producto interno bruto) para 2021 | Países del ALBA-TCP según el tamaño de su economía PIB (producto interno bruto) para 2021 | Países del ALBA-TCP según el tamaño de su economía PIB (producto interno bruto) para 2021 | Países del ALBA-TCP según el tamaño de su economía PIB (producto interno bruto) para 2021 | Países del ALBA-TCP según el tamaño de su economía PIB (producto interno bruto) para 2021 |
| N.º                                                                                       | País                                                                                      | PIB nominal (millones de dólares)                                                         | Habitantes                                                                                | PIB per cápita Nominal                                                                    | Artículo principal                                                                        |
| ----------------------------------------------------------------------------------------- | ----------------------------------------------------------------------------------------- | ----------------------------------------------------------------------------------------- | ----------------------------------------------------------------------------------------- | ----------------------------------------------------------------------------------------- | ----------------------------------------------------------------------------------------- |
| 1.º                                                                                       | Bolivia                                                                                   | USD 43 749 millones                                                                       | 11 millones                                                                               | USD 3618 dólares                                                                          | Economía boliviana                                                                        |
| 2.º                                                                                       | Venezuela                                                                                 | USD 43 039 millones                                                                       | 27 millones                                                                               | USD 1585 dólares                                                                          | Economía venezolana                                                                       |
| 3.º                                                                                       | Nicaragua                                                                                 | USD 11 966 millones                                                                       | 6 millones                                                                                | USD 1828 dólares                                                                          | Economía nicaragüense                                                                     |
| 4.º                                                                                       | Surinam                                                                                   | USD 3010 millones                                                                         | 612 mil                                                                                   | USD 4921 dólares                                                                          | Economía surinamesa                                                                       |
| 5.º                                                                                       | Santa Lucía                                                                               | USD 1937 millones                                                                         | 182 mil                                                                                   | USD 10 635 dólares                                                                        | Economía santalucense                                                                     |
| 6.º                                                                                       | Antigua y Barbuda                                                                         | USD 1468 millones                                                                         | 100 mil                                                                                   | USD 14 747 dólares                                                                        | Economía antiguana                                                                        |
| 7.º                                                                                       | Granada                                                                                   | USD 1121 millones                                                                         | 110 mil                                                                                   | USD 10 211 dólares                                                                        | Economía granadina                                                                        |
| 8.º                                                                                       | San Cristóbal y Nieves                                                                    | USD 952 millones                                                                          | 58 mil                                                                                    | USD 16 490 dólares                                                                        | Economía sancristobaleña                                                                  |
| 9.º                                                                                       | San Vicente y las Granadinas                                                              | USD 819 millones                                                                          | 111 mil                                                                                   | USD 7400 dólares                                                                          | Economía sanvicentina                                                                     |
| 10.º                                                                                      | Dominica                                                                                  | USD 574 millones                                                                          | 71 mil                                                                                    | USD 8110 dólares                                                                          | Economía dominiquesa                                                                      |
| Fuente: Fondo Monetario Internacional FMI (2021)                                          |                                                                                           |                                                                                           |                                                                                           |                                                                                           |                                                                                           |

### Población, superficie y densidad

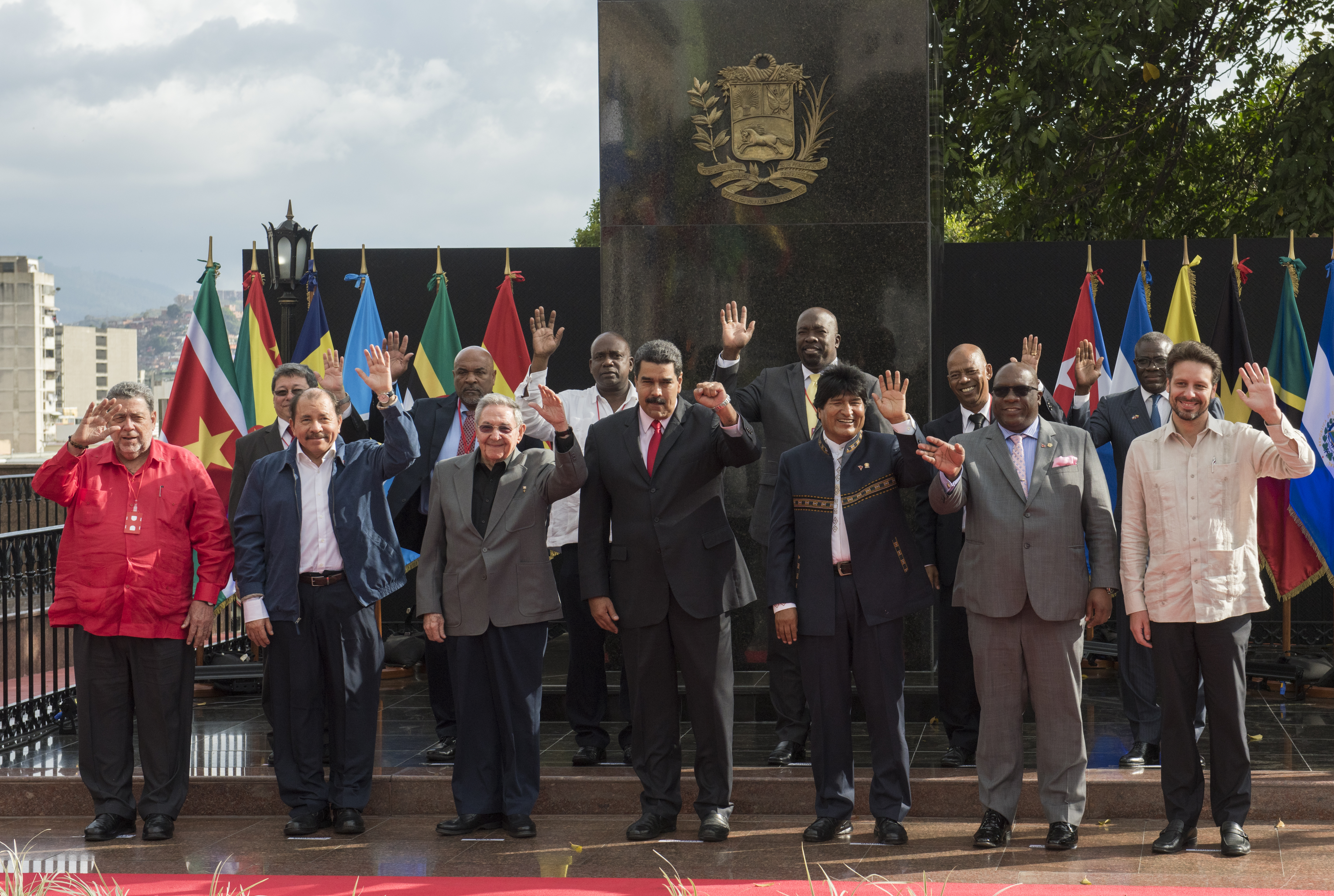
Foto oficial de la XIV Cumbre del ALBA-TCP realizada en marzo de 2017 en Caracas, en el marco del cuarto aniversario luctuoso de Hugo Chávez.

| País                         | Miembro desde                                                 | Moneda                    | Población (2021) | Área (km²) | Zona E.E. + Superficie terrestre (km²) | Capital      |
| ---------------------------- | ------------------------------------------------------------- | ------------------------- | ---------------- | ---------- | -------------------------------------- | ------------ |
| Antigua y Barbuda            | 24 de junio de 2009                                           | Dólar del Caribe Oriental | 97 929           | 442        | 110 531                                | Saint John's |
| Bolivia                      | 29 de abril de 2006 14 de diciembre de 2020 (reincorporación) | Boliviano                 | 11 673 021       | 1 098 580  | 1 098 580                              | Sucre        |
| Cuba                         | 14 de diciembre de 2004                                       | Peso cubano               | 11 326 616       | 110 861    | 460 637                                | La Habana    |
| Dominica                     | 20 de enero de 2008                                           | Dólar del Caribe Oriental | 71 986           | 754        | 29 736                                 | Roseau       |
| Granada                      | 14 de diciembre de 2014                                       | Dólar del Caribe Oriental | 112 523          | 344        | 27 770                                 | Saint George |
| Nicaragua                    | 11 de enero de 2007                                           | Córdoba                   | 6 624 554        | 129 495    | 254 254                                | Managua      |
| San Cristóbal y Nieves       | 14 de diciembre de 2014                                       | Dólar del Caribe Oriental | 53 199           | 261        | 10 235                                 | Basseterre   |
| Santa Lucía                  | 30 de julio de 2013                                           | Dólar del Caribe Oriental | 183 627          | 617        | 16 156                                 | Castries     |
| San Vicente y las Granadinas | 24 de junio de 2009                                           | Dólar del Caribe Oriental | 110 940          | 389        | 36 691                                 | Kingstown    |
| Venezuela                    | 14 de diciembre de 2004                                       | Bolívar                   | 28 435 940       | 916 445(1) | 1 387 952(2)                           | Caracas      |

(1) La superficie de Venezuela alcanza los 1 075 987 km² si se incluye al territorio reclamado de la Guayana Esequiba.

(2) No incluye áreas reclamadas.

## Cumbres del ALBA

### Cumbres ordinarias
- I Cumbre: La Habana ( Cuba), 14 de diciembre de 2004
- II Cumbre: La Habana ( Cuba), 28 de abril de 2005
- III Cumbre: La Habana ( Cuba), 29 de abril de 2006
- IV Cumbre: Managua ( Nicaragua), 11 de enero de 2007
- V Cumbre: Tintorero ( Venezuela), 28 de abril de 2007
- VI Cumbre: Caracas ( Venezuela), 26 de enero de 2008
- VII Cumbre: Cochabamba ( Bolivia), 17 de octubre de 2009
- VIII Cumbre: La Habana ( Cuba), 13 de diciembre de 2009
- IX Cumbre: Caracas ( Venezuela), 19 de abril de 2010
- X Cumbre: Otavalo ( Ecuador), 25 de junio de 2010
- XI Cumbre: Caracas ( Venezuela), 4 de febrero de 2012
- XII Cumbre: Guayaquil ( Ecuador), 30 de julio de 2013
- XIII Cumbre: La Habana ( Cuba), 14 de diciembre de 2014
- XIV Cumbre: Caracas ( Venezuela), 5 de abril de 2017
- XV Cumbre: Caracas ( Venezuela), 5 de abril de 2018
- XVI Cumbre: La Habana ( Cuba), 14 de diciembre de 2018
- XVII Cumbre: La Habana ( Cuba), 14 de diciembre de 2019
- XVIII Cumbre: Virtual, 14 de diciembre de 2020
- XIX Cumbre: Caracas ( Venezuela), 24 de junio de 2021
- XX Cumbre: La Habana ( Cuba), 14 de diciembre de 2021
- XXI Cumbre: La Habana ( Cuba), 27 de mayo de 2022[24]
- XXII Cumbre: La Habana ( Cuba) 14 de diciembre de 2022[25]
- XXIII Cumbre: Caracas ( Venezuela) 24 de abril de 2024[26]
- XXIV Cumbre: Caracas ( Venezuela) 14 de diciembre de 2024[27][28]

### Cumbres extraordinarias
- I Cumbre Extraordinaria: Caracas ( Venezuela), 23 de abril de 2008
- II Cumbre Extraordinaria: Tegucigalpa ( Honduras), 25 de agosto de 2008
- III Cumbre Extraordinaria: Caracas ( Venezuela), 26 de noviembre de 2008
- IV Cumbre Extraordinaria: Caracas ( Venezuela), 2 de febrero de 2009
- V Cumbre Extraordinaria: Cumaná ( Venezuela), 17 de abril de 2009
- VI Cumbre Extraordinaria: Maracay ( Venezuela), 24 de junio de 2009
- VII Cumbre Extraordinaria: Managua ( Nicaragua), 29 de junio de 2009
- VIII Cumbre Extraordinaria: La Habana ( Cuba), 20 de octubre de 2014
- IX Cumbre Extraordinaria: Caracas ( Venezuela), 18 de abril de 2015

## Órganos
El ALBA-TCP se estructura en un Consejo Presidencial del ALBA-TCP y tres Consejos Ministeriales: Político, Económico y Social, y un Consejo de Movimientos Sociales.

## Nombre
A lo largo de su existencia el nombre de este organismo ha sufrido varios cambios. Inicialmente sus siglas se referían a la Alternativa Boliviariana para las Américas, reafirmando así su oposición al proyecto del ALCA (Área de Libre Comercio de las Américas). 
En la Cumbre de Tintorero (Venezuela) de 2007 el nombre cambia a Alternativa Boliviariana para los Pueblos de Nuestra América, y a petición de Evo Morales se incluye la partícula Tratado de Comercio de los Pueblos (TCP). 
En la Cumbre de Maracay (Venezuela) de 2009  Hugo Chávez propone un nuevo cambio de nombre, quedando este definitivamente como Alianza Bolivariana para los Pueblos de Nuestra América-Tratado de Comercio de los Pueblos (ALBA-TCP).

## Economía
Los países miembros del bloque comercial ALBA-TCP firmaron un acuerdo para crear una moneda electrónica regional que se prevé entrará en circulación en 2010.
Las llamadas empresas "Gran-nacionales", en contraposición a las "transnacionales", son otra característica de este grupo, existen en sectores como pesca (Transalba), minería, transporte, telecomunicaciones (Albatel) y agricultura. También la creación de empresas como Puertos del ALBA, S.A, empresa para la construcción de puertos en Cuba y Venezuela. Otra es Alba de Nicaragua S.A. (Albanisa), empresa petrolera mixta entre Nicaragua y Venezuela.
Entre los ejemplos se cuenta el cable submarino ALBA-1 que se concluyó en 2011, y que desde el 2013 conecta Venezuela con Cuba, la que se espera luego conectar también con Nicaragua y otras zonas de América Central y el Caribe.

## Juegos de ALBA
Los Juegos del ALBA es una organización de eventos deportivos, inspirados en los demás juegos como los Juegos Olímpicos, los Juegos Bolivarianos, los Juegos Mediterráneos, los Juegos Asiáticos, los Juegos Panamericanos, entre otros, conocido también como los juegos de la amistad.
En 2007 Venezuela fue la anfitriona en organizar y en 2009 fue inaugurada en la Ciudad de La Habana (Cuba), donde participaron los países miembros entre ellas la anfitriona Cuba, como también Bolivia, Dominica, Nicaragua, San Vicente y Granadinas y Venezuela.
La idea de esta organización deportiva también ha llamado la atención a países no miembros del ALBA, por lo cual se extendió también la invitación a aquellas naciones que de forma voluntaria quieran participar, algunas de las delegaciones que confirmaron fueron: Alemania, Argentina, Brasil, Cuba, Canadá, Colombia, Chile, Ecuador, España, Francia, Guatemala, Haití, Honduras, Sri Lanka, Kazajistán, Lesoto, México, Nicaragua, Panamá, Perú, Puerto Rico, República Dominicana, Venezuela, Bahamas y Congo.

## Premios ALBA

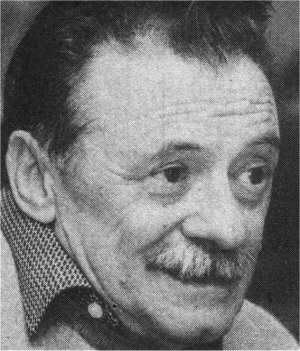
Mario Benedetti, ganador del premio ALBA en 2007.

La Alianza Bolivariana para los Pueblos de Nuestra América - Tratado de Comercio de los Pueblos contribuye a la cultura otorgando dos premisos: el ALBA Cultural, categorías Artes y Letras, y el ALBA de novela, con un ganador y accésit.

## Casa Cultural de ALBA
Las Casas Culturales del ALBA conforman una red de instituciones destinadas a enriquecer la vida social y cultural y a la vez, favorecer la expresión y desarrollo de las ideas y de la creación artística y literaria de nuestros pueblos.
La Casa Cultural de La Habana tiene como principales objetivos:
- Promover lo mejor de la creación artística e intelectual, el patrimonio sociocultural y el conocimiento de la historia, de los pueblos de Nuestra América.
- Desarrollar una programación dirigida a propiciar un amplio acceso de la población a presentaciones artísticas de la música y las artes escénicas, proyecciones cinematográficas, exposiciones de artes plásticas y artesanía, ejecución de conferencias, cursos y talleres, presentación de libros.
- Facilitará además la creación de redes de acción sociocultural en coordinación con sus instituciones homólogas de los países miembros del ALBA, propiciando la participación en ella de artistas, intelectuales y profesionales o personalidades de otros sectores.

Otro de los propósitos del ALBA Cultural es el de contribuir a la unidad de los intelectuales, instituciones creadores, artistas y movimientos sociales de Nuestra América.
La «Casa del ALBA» en La Habana fue inaugurada en diciembre de 2009, en el marco de la VIII Cumbre para los Pueblos de Nuestra América.

## Socialismo
El 20 de abril de 2010, durante la IX Cumbre del ALBA, celebrada en Caracas (Venezuela), los jefes de Estado y Gobierno de Antigua y Barbuda, Bolivia, Cuba, Dominica, Ecuador, Nicaragua, San Vicente y las Granadinas y Venezuela firmaron el "Manifiesto de Caracas Consolidando la Nueva Independencia" donde afirmaban buscar liberarse del intervencionismo extranjero, la sumisión a mandatos imperialistas y construir una base económica socialista. El entonces presidente de Venezuela, Hugo Chávez, dijo del ALBA; 

El objetivo es la independencia, la vía la revolución y la bandera el socialismo. El ALBA es por lo tanto eso: Independencia, Revolución y Socialismo.